# Ischitella
Ischitella (Schetédde in dialetto locale) è un comune italiano di 4 059 abitanti della provincia di Foggia in Puglia. Fa parte del Parco Nazionale del Gargano e della Comunità Montana del Gargano.
Patria di Pietro Giannone e di Cesare Turco, è nota insieme a Rodi Garganico e Vico del Gargano per la produzione degli agrumi del Gargano (Arance del Gargano e Limoni Femminiello, entrambi DOP).

## Geografia fisica

### Territorio

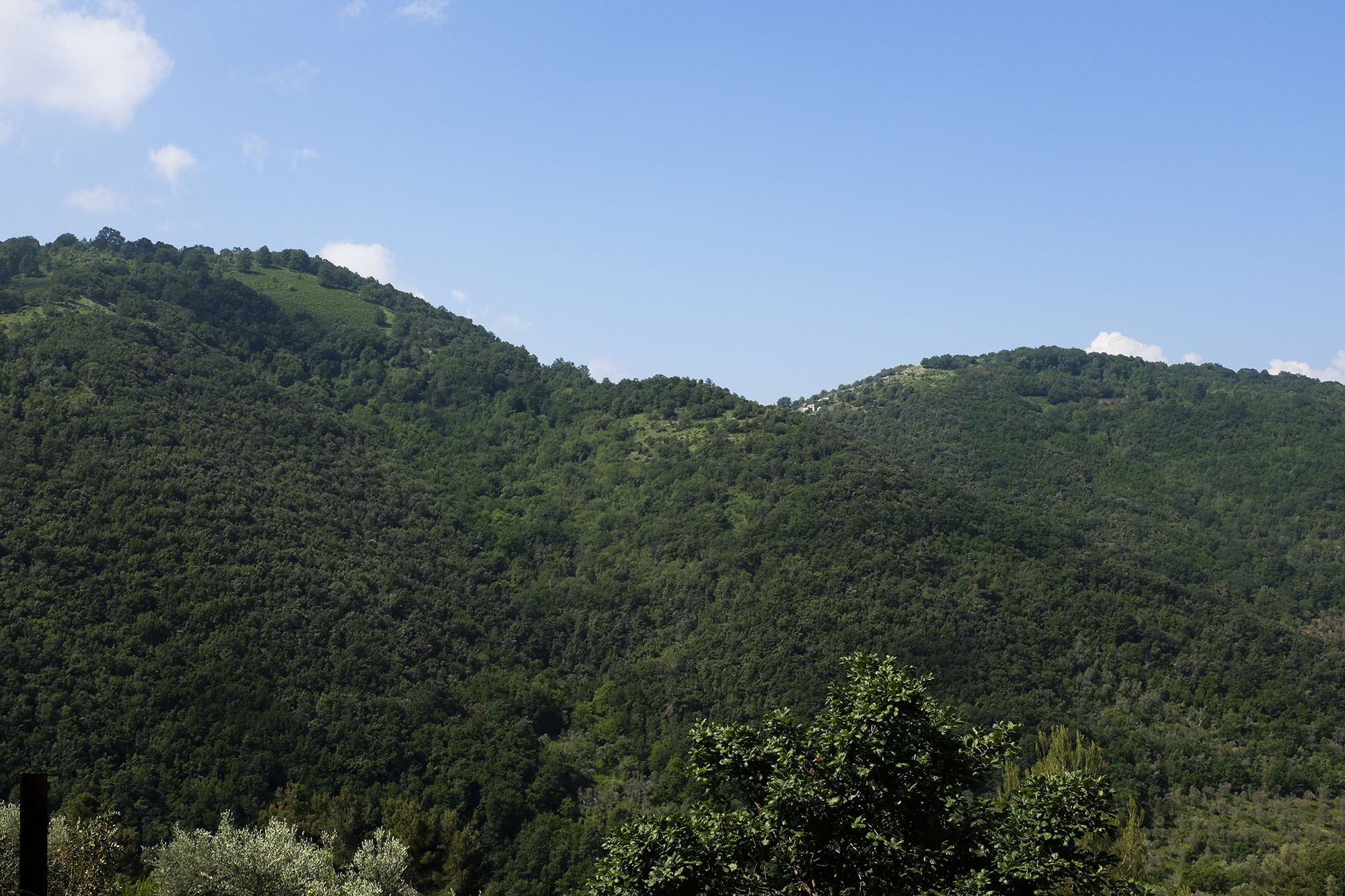
Veduta di Monte Tribuna e Monte Civita

Ischitella è situata a 314 m s.l.m. sul versante settentrionale del Gargano. La sua posizione strategica, dalla quale si domina il mare Adriatico e il lago di Varano, ha dato al borgo il compito di postazione difensiva. Nel periodo svevo, infatti, il nome Ischitella era accompagnato dal termine "castrum". La collina su cui sorge è ricca di ulivi non a caso all'ingresso del paese è posta un'insegna che indica il suo status di città dell'olio.
Il territorio comunale è ricco di sorgenti quali, ad esempio la Fontana (a Fundàne), l'Acqua delle Anitre (d'Acqua d'Anetre), la Grotta del Tasso (a Grotte de u Tasse) e le Fontanelle (i Funtanedde). La faggeta depressa della Folicara (a Fulcare), sul percorso dell'omonimo torrente, è quella alla minore altitudine nell'Italia meridionale, visto che il faggio, che tipicamente cresce a quote superiori ai 600 m s.l.m., è presente a quota 160 m s.l.m. Le dune dell'istmo di Varano sono ricche di macchia mediterranea.
Dal centro abitato la vista spazia dalle colline circostanti al mare Adriatico fino alle isole Tremiti e al lago di Varano. In alcune giornate particolarmente limpide si arriva a vedere, in direzione nord-ovest, la costa adriatica del Molise e dell'Abruzzo e in direzione nord-est si riesce a scorgere la costa dalmata.

#### Sorgenti
- Fontana
- Pescara
- Fontanelle
- San Francato
- Acqua di Vezzaro
- Pila
- Acqua d'Anitre
- Galluccio
- Vallone
- Cicchitonno
- Mortero

### Sismicità
L'intero territorio comunale di Ischitella è parte integrante del distretto sismico del Gargano.
- Classificazione sismica: zona 2 (sismicità media)[4]

### Clima
Dal punto di vista legislativo il comune di Ischitella ricade nella Fascia Climatica D in quanto i Gradi giorno della città sono 1.776, dunque limite massimo consentito per l'accensione dei riscaldamenti è di 10 ore giornaliere dal 1º novembre al 31 marzo.
- Classificazione climatica: zona D, 1.776 GG

## Storia
La presenza umana sul territorio di Ischitella risalirebbe al 3000 a.C. (neolitico superiore), riscontrata attraverso dei rinvenimenti di materiale litico finemente lavorato e ceramica presso le stazioni di Grotta Pippola, Monte Grande e il canale di Scarcafarina.
La prima notizia storica che parla di Ischitella è del 970, quando vi si era accampato un gruppo di musulmani, intenti a compiere scorrerie sui paesi limitrofi, poi cacciati da parte dell'imperatore Ottone I. Successivamente il nome Ischitella viene fatto su una bolla papale del 1058 di Papa Stefano IX, il quale ordinava la sua protezione verso l'Abbazia di Càlena (Peschici) e la cella di San Pietro in Cuppis (poco distante dal paese).
In un documento svevo, risalente al 1225, viene citata Ischitella con il nome di "Castrum".
Nel 1646 il centro abitato patì gravissime distruzioni a seguito del disastroso terremoto del Gargano che causò 86 vittime nella sola Ischitella.

## Monumenti e luoghi d'interesse
Il paese può essere idealmente diviso in due parti: quella medievale detta "la Terra" e quella ottocentesca detta "Ponte"; infatti fino alla metà dell'Ottocento era divisa dalla parte medievale dalla porta del ponte, poi abbattuta, cui si è aggiunta la parte più recente.
- Il Castello (ora noto come palazzo Pinto o Ventrella) costruito nel XII poi ricostruito nel Settecento dopo che era stato distrutto dal terremoto del 1649 ad opera del principe Francesco Emanuele Pinto.
- Il palazzo de Cata (prima del terremoto palazzo baronale).

### Architetture religiose
- La chiesa di Sant'Eustachio anch'essa eretta nel Settecento dal principe Pinto sulle rovine della porta grande crollata ad opera del terremoto.
- L'ex convento San Francesco. In origine in questo luogo sorgeva una piccola cappella che fu donata al santo recatosi in pellegrinaggio sul Gargano, da parte di Matteo Gentile signore di Ischitella del tempo, dalla visita del santo trae origine la legenda che avvolge il "Cipresso di San Francesco", che lo vuole miracolosamente germogliato dal bastone che il santo piantò in terra quando si inginocchiò per pregare.
- La chiesa della SS. Annunziata, meglio nota come chiesa del Crocefisso di Varano, costruita nel X secolo ampliata poi nel XVI secolo, situata sulle rive del lago di Varano, si trova sul sito della cittadina medioevale di Bayranum, già spopolata nel Cinquecento e oggi scomparsa. A sua testimonianza resta un rudere della cinta muraria oltre alle due torri di avvistamento costruite nel 1225 in località torre Varano.
- Fuori dell'abitato è l'abbazia di San Pietro in Cuppis[8] o de cripta nova, dell'XI secolo.

## Società

### Evoluzione demografica
Abitanti censiti

### Etnie
Sono presenti cittadini stranieri. Le etnie più rappresentate sono:
| Nazionalità | Numero residenti di sesso maschile | Numero di residenti di sesso femminile | Numero di residenti totali |
| ----------- | ---------------------------------- | -------------------------------------- | -------------------------- |
| Albanese    | 21                                 | 8                                      | 29                         |
| Bulgara     | 7                                  | 20                                     | 27                         |
| Marocchina  | 23                                 | 18                                     | 41                         |
| Rumena      | 53                                 | 50                                     | 103                        |

## Amministrazione

### Gemellaggi
- Settimo Torinese, dal 2006;

## Infrastrutture e trasporti

### Ferrovie
A Ischitella è presente una stazione ferroviaria posta sulla linea San Severo-Peschici gestita dalla società Ferrovie del Gargano.

### Innovazione ed eco-sostenibilità
Postazioni di ricarica veicoli elettrici
Nel territorio comunale di Ischitella sono presenti 3 colonnine di ricarica per veicoli elettrici:
- Corso Cesare Battisti (nei pressi dell'Istituto Comprensivo "Pietro Giannone");
- Viale Aldo Moro;
- Piazza del Porto (Foce Varano).

## Geografia antropica

### Contrade
Acqua delle Anitre, Baracca, Belvedere, Bufalara, Campanozzi, Cardosa, Carpineto, Casa Rosa, Caselle, Chianca, Ciccasole, Coppa Principe, Cotino di Roino, Crocifisso, Difensuola, Fara, Fontana, Fontanelle, Forchione, Irchio, Isola Varano, Monte Grande, Muschiaturo, Niuzi, Palude, Paolino, Parco della Chiesa, Parco Tiberio, Piano D'ercole, Piano della grava, Piano di Verte, Pietrafitta, Pinciara, Ponte Nuovo, Pozzo Maccarone, Pozzo Rotondo, Romondato, Scarfagna, Scopparone, Spinacchio, Taverne, Torre Varano, Torre Vecchia del Signore, Vallone d'Ischio, Vallone dei Mulini e Vallone della Porta

## Cultura

### Scuole

#### Istituto Professionale Statale per l'Industria e l'Artigianato "Alberico Marrone"
Indirizzi di studio attivi:
- Manutenzione e Assistenza Tecnica (ordinamento elettrotecnico-elettronico) -> Triennio con esame di Qualifica Professionale facoltativo;
- Produzioni Industriali e Artigianali (ordinamento abbigliamento e moda) -> Triennio con esame di Qualifica Professionale facoltativo;
- Apparati, impianti e servizi tecnici industriali e civili -> Biennio post-qualifica con esame di maturità al termine;
- Produzioni tessili sartoriali -> Biennio post-qualifica con esame di maturità al termine;

### Premio "Città di Ischitella - Pietro Giannone"
Dal 2004 Ischitella è sede di un concorso nazionale di poesia nei dialetti d'Italia, la cui giuria è presieduta da Franzo Grande Stevens e Dante Della Terza. Negli anni sono stati premiti poeti come Giovanni Nadiani, Rocco Brindisi, Fabio Franzin, Benito Galilea e Pier Franco Uliana.

### La cruedda
La cruedda, in dialetto cruedd, è un caratteristico cesto tipico del comune di Ischitella.
La sua creazione avviene usando paglia di grano della varietà Bianchetta (oggi quasi scomparsa), legata insieme da filo di lino e da giunco, raccolto, diviso in due e fatto seccare, e caratteristici ritagli di stoffa detti i pint. Questi ultimi oggi assumono un ruolo puramente decorativo, diversamente, in passato il loro utilizzo era dettato dalla necessità di poter riconoscere la propria cruedda.
Infatti questa scandiva i ritmi delle giornate come il ritrovo delle lavandaie al ruscello o il trasporto del pane al forno; ciò imponeva che queste fossero immediatamente riconoscibili ai proprietari, e quindi non di rado accadeva che fosse il committente stesso a richiedere una decorazione specifica per le proprie cruedde. Nasce in questo modo il decoro di famiglia, una sorta di stemma dei poveri, o in altri termini una particolare disposizione dei pint atti ad identificare tutte le cruedde di proprietà di una medesima famiglia.